# Great Livermere
Great Livermere est un village et une paroisse civile du Suffolk, en Angleterre.